# Celebration (álbum de Kyōko Koizumi)
Celebration es el primer álbum recopilatorio de la cantante japonesa Kyōko Koizumi. Fue publicado el 5 de diciembre de 1984 por Victor Music. 

## Antecedentes
Antes de esta recopilación, había lanzado Super Best Thank You Kyoko, que sólo estaba disponible en cinta de casete, y Absolute Best for CD, que sólo estaba disponible en CD; pero esta es la primera vez que ha editado LP, CD y casete simultáneamente. La primera edición y la edición promocional del LP tenía un disco de color rojo claro.

## Composición
El álbum recopilatorio consta de 10 sencillos publicados bajo el nombre de Koizumi, un sencillo publicado bajo el nombre de Anmitsu Hime y una canción grabada para este propósito, para un total de 12 canciones. Con la excepción de la canción de apertura, «Celebration », las canciones están ordenadas en el orden de lanzamiento, desde su sencillo debut «My 16 Years Old» en marzo de 1982 hasta «Yamato Nadeshiko Shichi Henge» en septiembre de 1984. «Celebration» fue producida por Rats & Star, con Masashi Tashiro escribiendo la letra, Masayuki Suzuki componiendo y arreglando la canción y otros miembros a cargo del coro.

## Rendimiento comercial
Celebration debutó en el puesto número 4 en las listas semanales de álbumes de Oricon durante la semana del 17 de diciembre de 1984. La versión de LP estuvo en la lista durante 25 semanas, mientras que la versión en casete alcanzó el número 5 y estuvo en la lista durante 17 semanas, vendiendo 393,000 copias. El álbum permaneció en el puesto número 17 en las listas anuales de álbumes de Oricon en 1985.

## Lista de canciones
| Lado uno |                                               |                   |                 |                 |          |  |
| N.º      | Título                                        | Letras            | Música          | Arreglos        | Duración |  |
| 1.       | «Celebration»                                 | Masashi Tashiro   | Masayuki Suzuki | Suzuki          | 2:33     |  |
| 2.       | «Watashi no 16 Sai» (私の16才)                | Noriko Maki       | Eiji Takino     | Masaaki Jimbo   | 3:48     |  |
| 3.       | «Suteki na Lovely Boy» (素敵なラブリーボーイ) | Kazuya Senke      | Yūsuke Hoguchi  | Tatsumi Yano    | 2:53     |  |
| 4.       | «Hitori Machikado» (ひとり街角)               | Noriko Miura      | Kōji Makaino    | Kōji Ryūzaki    | 3:11     |  |
| 5.       | «Harukaze no Yuwaku» (春風の誘惑)             | Hitoshi Shinohara | Midori Hifumi   | Mitsuo Hagita   | 3:02     |  |
| 6.       | «Makka na Onna no Ko» (まっ赤な女の子)        | Chinfa Kan        | Kyōhei Tsutsumi | Masahide Sakuma | 3:28     |  |
| 7.       | «Hanbun Shojo» (半分少女)                     | Jun Hashimoto     | Tsutsumi        | Eiji Kawamura   | 3:57     |  |

| Lado dos |                                                        |                   |               |                 |          |  |
| N.º      | Título                                                 | Letras            | Música        | Arreglos        | Duración |  |
| 1.       | «Adesugata Namida Musume» (艶姿ナミダ娘)               | Kan               | Makaino       | Makaino         | 4:18     |  |
| 2.       | «Climax Goissho Ni» (クライマックス御一緒に)           | Yukinojō Mori     | Daisuke Inoue | Inoue           | 3:24     |  |
| 3.       | «Nagisa no Haikara Ningyo» (渚のはいから人魚)          | Kan               | Makaino       | Makaino         | 4:10     |  |
| 4.       | «Meikyu no Androla» (迷宮のアンドローラ)               | Takashi Matsumoto | Tsutsumi      | Motoki Funayama | 3:28     |  |
| 5.       | «Yamato Nadeshiko Shichi Henge» (ヤマトナデシコ七変化) | Kan               | Tsutsumi      | Kei Wakakusa    | 3:17     |  |

## Posicionamiento

### Gráfica semanal
| Gráfica (1984)              | Pico de posición |
| --------------------------- | ---------------- |
| Japón (Oricon Albums Chart) | 4                |

### Gráfica de fin de año
| Gráfica (1985)              | Pico de posición |
| --------------------------- | ---------------- |
| Japón (Oricon Albums Chart) | 17               |